# Năeni
Năeni là một xã thuộc hạt Buzău, România. Dân số thời điểm năm 2002 là 2036 người.